# 斯摩棱斯克省 (波兰)

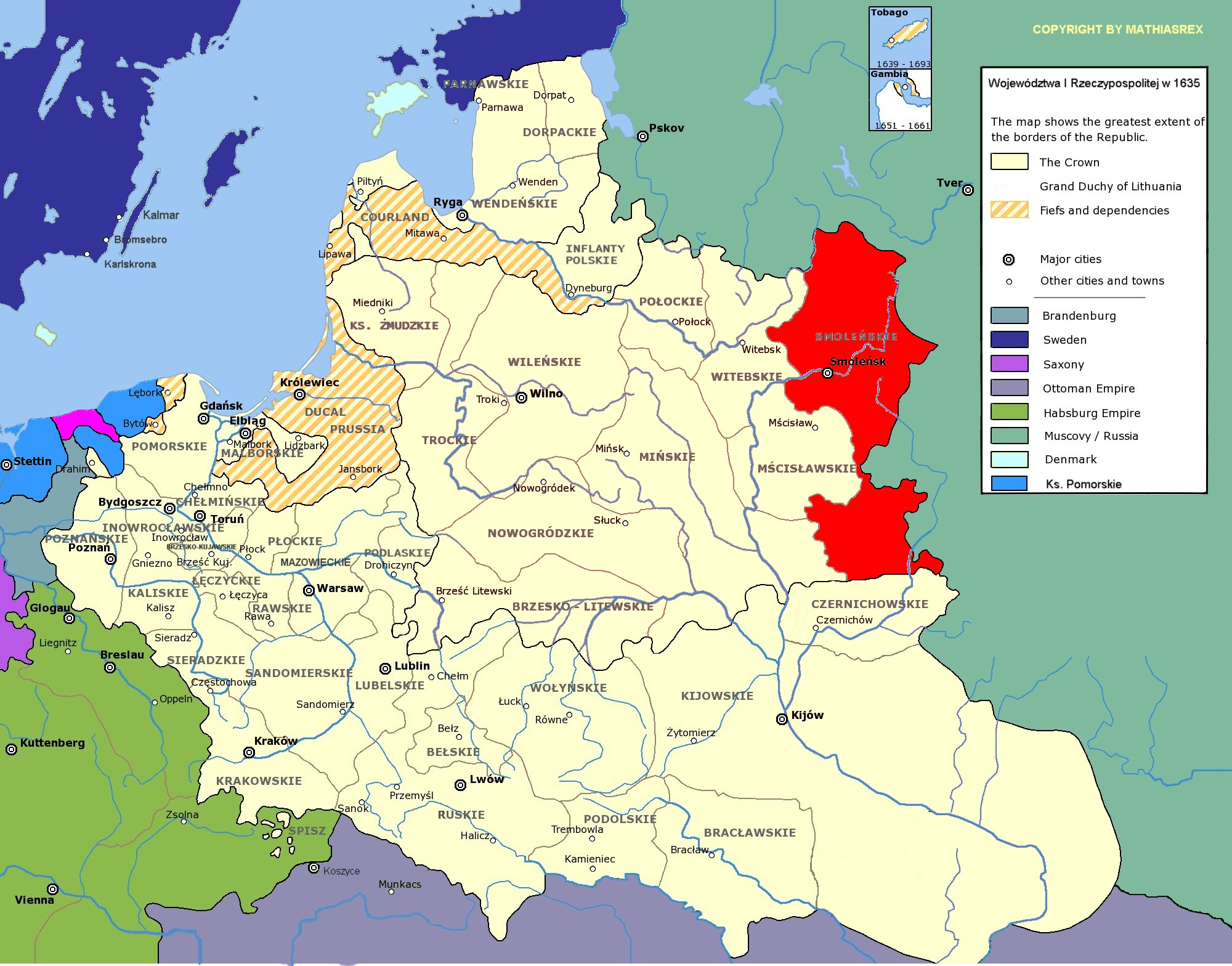
斯摩棱斯克省

斯摩棱斯克省为先属于立陶宛大公国后属于波兰立陶宛联邦的行政区划和地方政府。该省在1508年建立，但在1514年被莫斯科公国吞并。该省在1611年被联邦夺回（在1618年被杜里诺休战证明），并在1654年在此被吞并（在1667年被安德鲁索沃条约证明）。即使该省被俄罗斯统治，波兰和立陶宛联邦依然声称该省依然为一个名义上的省。

## 政府部门所在地
省总督所在地：
- 斯摩棱斯克

## 行政区划
| 行政区域     | 首府       |
| 斯摩棱斯克县 | 斯摩棱斯克 |
| 斯塔罗杜布县 | 斯塔罗杜布 |

## 省总督
- 菲利普·卡兹梅尔兹·欧布抽维迟（17世纪某时间）
- 米科瓦耶·赫伯维迟 (-1632年)（1611年-1621年）
- 亚历山大·格谢夫斯基（1625年-1639年）
- 亚历山大·扬·波托茨基（1712年-？年）
- 斯坦尼斯瓦夫·波托茨基 (XVIII-1760)（1735年-1744年）
- 约佐夫·索斯诺夫斯基（1771年-1778年）